# فيليكس أدلر
فيليكس أدلر (بالإنجليزية: Felix Adler)‏ (و. 1851 – 1933 م) هو فيلسوف، وكاتب سيناريو، وأستاذ جامعي أمريكي، ولد في آلتزي، كان عضوًا في الجمعية الأمريكية للفلسفة، توفي في نيويورك، عن عمر يناهز 82 عاماً.

## التعليم
تعلم في جامعة هايدلبرغ، وتحصل منها على دكتوراة في الفلسفة (حتى 1873)، وجامعة كولومبيا، وتحصل منها على بكالوريوس في الفنون (حتى 1870)، وجامعة هومبولت في برلين.

## روابط خارجية
- فيليكس أدلر على موقع الموسوعة البريطانية (الإنجليزية)
- فيليكس أدلر على موقع إن إن دي بي (الإنجليزية)